# Batalha de Loznica
A Batalha de Loznica envolveu um ataque à guarnição alemã daquela cidade pelo Destacamento Jadar Chetnik em 31 de agosto de 1941. Após a invasão da Iugoslávia pelo Eixo liderada pelos alemães na Segunda Guerra Mundial em abril de 1941, o Reino da Iugoslávia foi dividido. Na época, Loznica fazia parte do território da Sérvia ocupado pelos alemães, que incluía a Sérvia propriamente dita, com a adição da parte norte do Kosovo (em torno de Kosovska Mitrovica) e do Banat.
Os chetniks atacaram, liderados pelo tenente-coronel Veselin Misita, que foi morto durante o ataque. Os alemães se renderam e 93 foram capturados. Esta batalha foi seguida de perto pelo ataque conjunto Partisan-Chetnik à guarnição alemã em Banja Koviljača.